# 30-та окрема механізована бригада (Україна)
30-та окрема механізована бригада імені князя Костянтина Острозького (30 ОМБр, в/ч А0409, пп В2731) — формування механізованих військ у складі Сухопутних військ Збройних сил України. За організаційно-штатною структурою входить до складу ОК «Північ».
Під час війни на сході України бригада у 2014 році вела важкі бої в Секторі «Д».
Бригада носить ім'я князя Костянтина Острозького — полководця Великого князівства Литовсько-Руського ранньомодерної доби.

## Історія
В січні 1992 року 30-та гвардійська танкова дивізія увійшла до складу Збройних Сил України. В лютому 1992 року особовий склад дивізії склав присягу на вірність народу України. Згідно Директиви НГШ № 115/1/0627 від 25 серпня 1993 року увійшла до бойового складу 8-го армійського корпусу.
Згідно з планом підготовки ЗС України в період з 10 по 18 листопада 1994 року в частинах 30 танкової дивізії проводилася інспекція Міністерства оборони України на чолі із заступником Міністра оборони України, командувачем Сухопутних військ ЗС України генерал-полковником Собковим В. Т. За результатами інспекції стан справ в частинах дивізії було оцінено на «задовільно».
Згідно Директиви командувача Північного ОК від 31 грудня 1997 року № 30/1/0201 був розформований 319 механізований полк.
Указом Президента України від 20 жовтня 1999 року за бойові заслуги особового складу в період Великої Вітчизняної війни, високий професіоналізм у виконанні поставлених завдань у мирний час і з метою виховання військової молоді на бойових традиціях старшого покоління дивізії присвоєно почесне найменування Новоград-Волинська зі збереженням усіх почесних найменувань та нагород. Водночас Президентом України Леонідом Кучмою дивізії вручено бойовий прапор.
У жовтні 2000 року на базі дивізії вперше в історії незалежної України та її Збройних Сил проведені командно-штабні мобілізаційні навчання з реальним призовом військовозобов'язаних. Присутні на навчаннях Президент України Леонід Кучма, Міністр оборони України Генерал армії України Олександр Кузьмук, командувач Сухопутних військ ЗС України генерал-полковник Петро Шуляк високо оцінили бойовий вишкіл воїнів-танкістів та стан справ у з'єднанні загалом.
До 30 жовтня 2003 року дивізія, згідно з Директивою Міністра оборони України, була переформована на 30-ту окрему гвардійську танкову бригаду зі збереженням усіх почесних найменувань та нагород.
30 липня 2004 року танкова бригада, згідно з Директивою Міністра оборони України, переформована на 30-ту окрему гвардійську механізовану бригаду.
З'єднання входило до Об'єднаних Сил швидкого реагування.
У червня 2005 році на базі з'єднання розпочато експеримент щодо укомплектування військовослужбовцями за контрактом. Високий рівень фахової майстерності та польового вишколу показали військовослужбовці за контрактом 1 механізованої роти 1 механізованого батальйону під час проведення широкомасштабних навчань «Реакція-2005», що проводилися восени 2005 року на Житомирському навчальному центрі. За підсумками бойової підготовки у 2005 році колектив бригади займає 1 місце серед з'єднань та частин 8 армійського корпусу.
Восени 2007 року в ході проведення батальйонних тактичних навчань з бойовою стрільбою «Артерія — 2007» на 240 Житомирському навчальному центрі з 1 механізованим батальйоном, цей підрозділ підтвердив свій високий рівень. Закономірно 1 механізований батальйон за підсумками 2007 року займає 1 місце серед підрозділів 8 армійського корпусу. На 12 жовтня 2007 року 2-й механізований батальйон бригади розгорнуто у Косово, як частину ПОЛУКРБАТ.
Серед особового складу з'єднання майже 300 військовослужбовців брали участь у виконанні завдань у складі миротворчих контингентів у Сьєра-Леоне, Лівані, Іраку, Косово.
Станом на 2012 рік командувачем бригади був колишній командувач 5-ї окремої механізованої бригади в Іраку.

### Російсько-українська війна

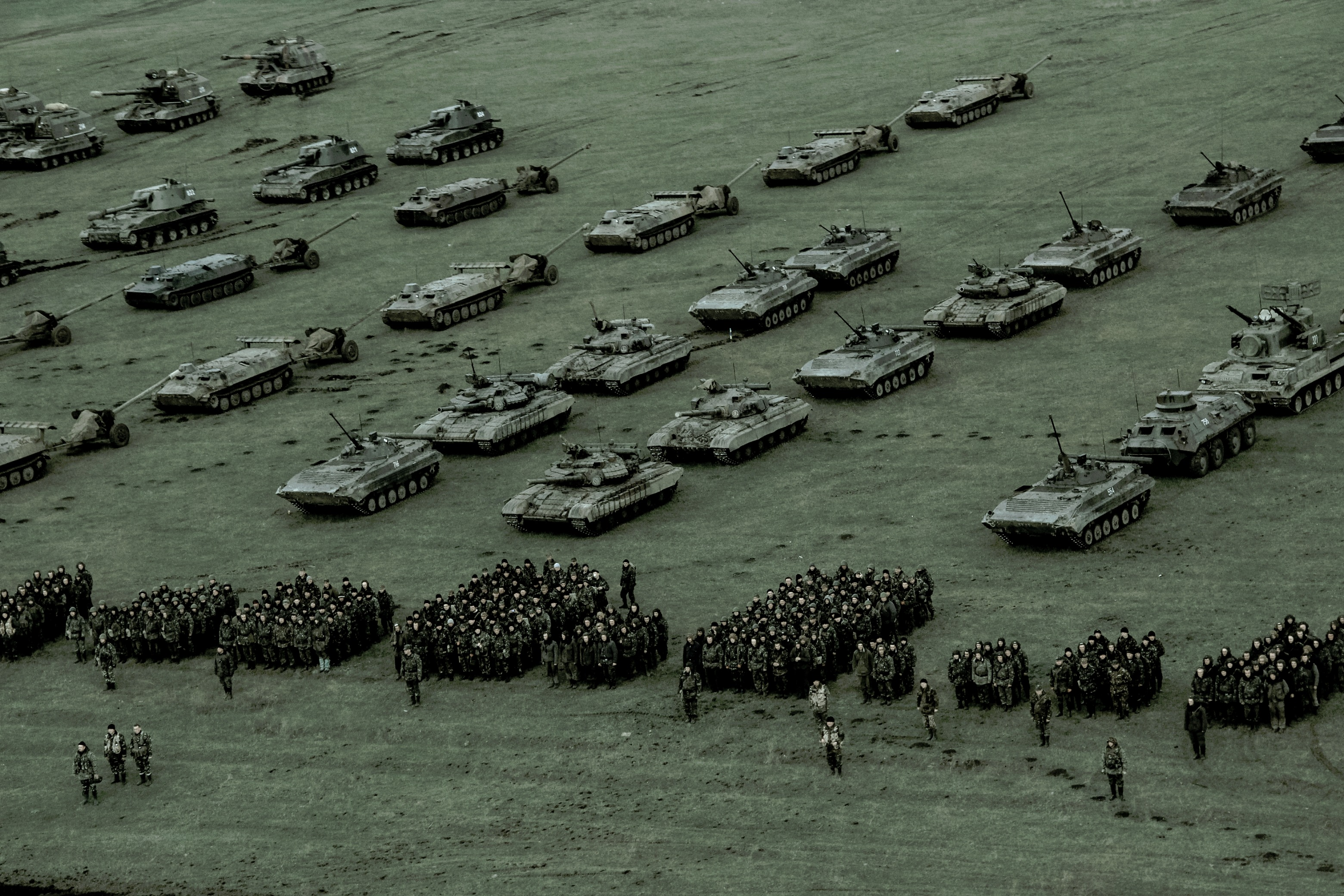
На полігоні «Широкий Лан», Миколаївська область. 13 квітня 2014.

Навесні 2014 року, після інтервенції Росії до Криму, 30-та механізована бригада була однією з п'яти бригад Збройних сил України, що комплектувалася на той час контрактниками й була боєздатна, маючи змогу виставити близько 1000 бійців. Підрозділи бригади вирушили на південь, очікуючи з Криму ймовірного удару. Згодом підрозділи перемістили до Арабатської стрілки, а потім — до Скадовська і Бердянська.
Першим боєм 30-ї бригади став бій 22 травня в районі м. Рубіжне на Луганщині. У бою бригада втратила загиблими 3 бійців, проросійські бойовики втратили щонайменше 5 чоловік.
Після звільнення Слов'янська українськими військами 5 липня, підрозділи бригади отримали наказ зайняти Савур-Могилу і завдати удару вздовж кордону для звільнення оточених там українських сил.
28 липня колона техніки 1-ї батальйонно-тактичної групи прямувала до стратегічно важливої висоти Савур-могили.
Починаючи з 11 серпня позиції 3-го батальйону під Степанівкою Шахтарського району зазнавали нищівних артилерійських ударів з Росії. Військові ховались у випадкових укриттях — більша частина техніки була знищена. Почалося масове дезертирство мобілізованих солдатів. У ніч із 12 на 13 серпня з'явилося повідомлення про 50 танків, які наступають на Маринівку та Степанівку із російського боку.
Офіцери отримали наказ самотужки виходити від кордону на захід. 13 серпня група майора Миколи Лісовського і майора Сергія Гордієнка виходила зі Степанівки однією з останніх. Офіцери та ще четверо українських бійців загинули разом в полі неподалік понівеченої САУ.

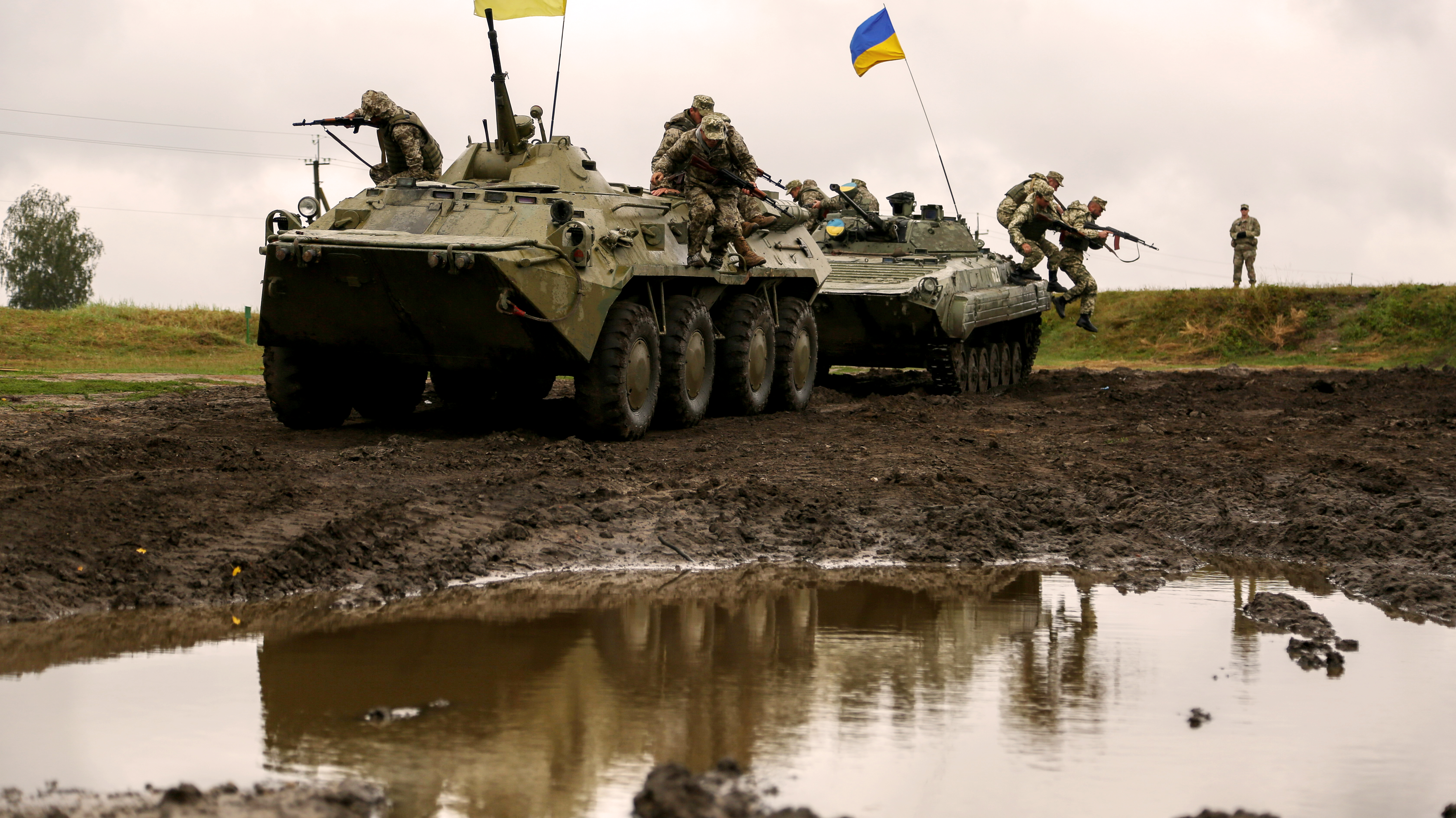
Тренування на полігоні «Яворів», 2017.

24 серпня 2018 року бригада дістала ім'я князя Костянтина Острозького.
25 жовтня 2018 року бригада перейшла на нову систему харчування за каталогом продуктів.
Наприкінці червня 2019 року завершено будівництво першої черги казарм поліпшеного планування.
Восени 2019 року бригаду вивели з зони виконання завдань, де вісім місяців бригада боронила українську землю на Сході України. В березні 2020 року бригада знову повернулася на передові позиції Луганської області де на відмінно виконувала поставлені завдання.
На початку липня 2021 року, відбувши бойове злагодження 30 окрема механізована бригада знову вирушила на передову, зайнявши оборону на так званій Світлодарській дузі на Бахмутському напрямку (Луганське, Світлодарськ та Троїцьке).

### Російське вторгнення 2022 року

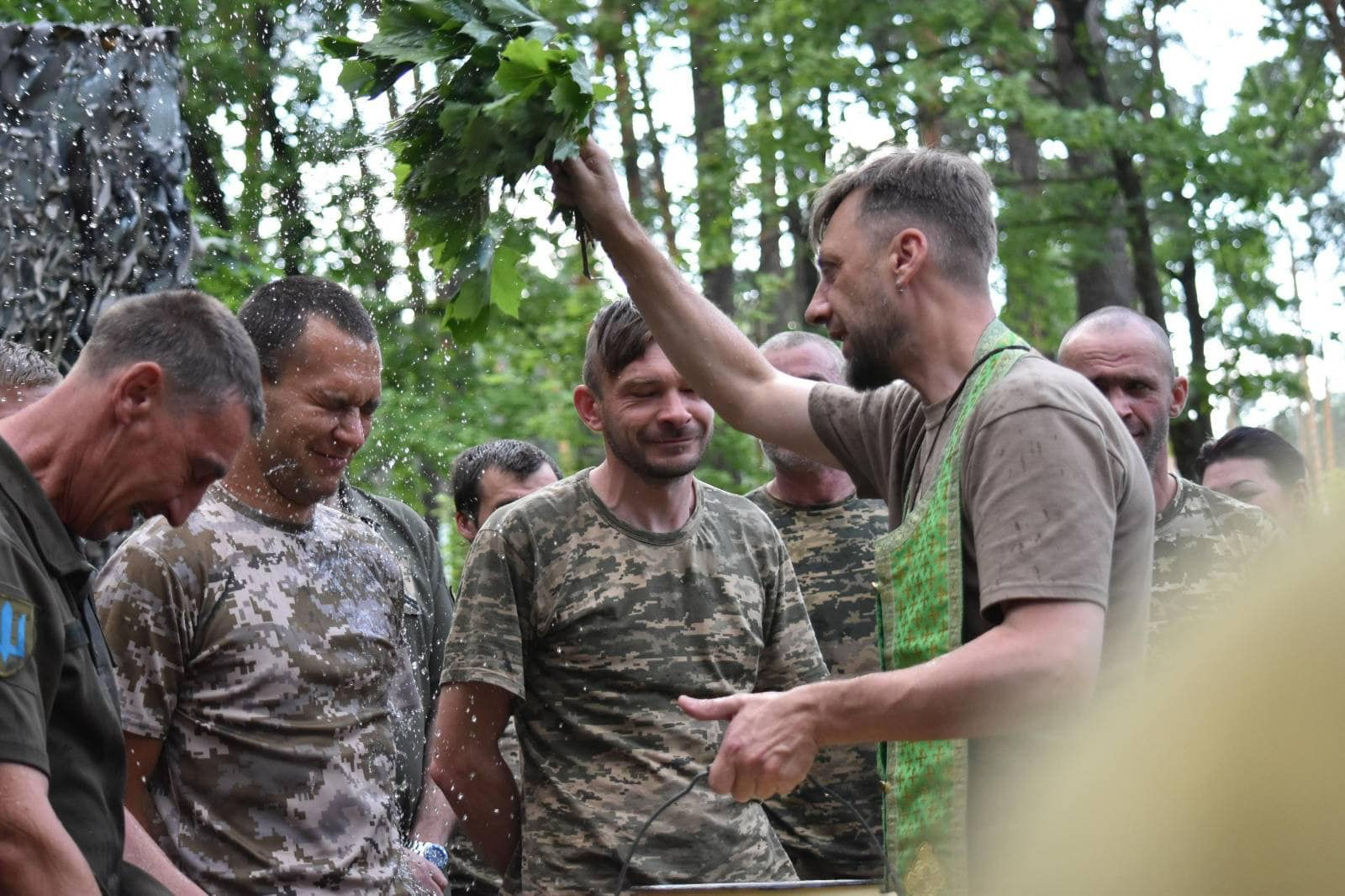
Військовий капелан Сергій Дмитрієв, недільний молебень. Липень 2022.

У серпні-вересні 2022 року підрозділи 30 ОМБр брали участь у Слобожанському контрнаступі. Бригада воювала в районі Ізюму, і заявила про значні трофеї: панцерники, БМП, МТЛБ, боєприпаси.
Наприкінці 2022 року бригада воювала у Бахмуті.
У березні 2023 року воювала під Бахмутом.
У серпні 2023 року бригада відбила позиції між населеними пунктами Оріхово-Василівка та Залізнянське.
У січні 2024 року командир бригади розповів про шлях бригади.

## Структура

### Дивізія: 2003
- штаб
- 276-й танковий полк
- 325-й танковий полк
- 282-й гвардійський танковий полк
- 855-й гвардійський артилерійський полк
- 937-й зенітний ракетний полк
- 214-й окремий батальйон зв'язку
- 54-й окремий гвардійський розвідувальний батальйон
- 151-й окремий гвардійський інженерно-саперний батальйон
- 108-й окремий ремонтно-відновлювальний батальйон
- 1043-й окремий батальйон тилового забезпечення
- 112-й окремий медичний батальйон
- 404-й окремий батальйон РХБ захисту

### Бригада: 2014
Восени 2014 року бригаді було підпорядковано 10-й окремий мотопіхотний батальйон (нині в складі 59 ОМПБр), а пізніше 2-й окремий мотопіхотний батальйон «Горинь».
- управління (штаб)
- 1-й механізований батальйон[22]
- 2-й механізований батальйон[23]
- 3-й механізований батальйон[24]
- 2-й окремий мотопіхотний батальйон «Горинь»
- батальйон безпілотних систем «Злі Сапсани»[25]
- танковий батальйон (Т-72АМТ[26])
- зенітний ракетно-артилерійський дивізіон
- бригадна артилерійська група:
  - батарея управління та артилерійської розвідки
  - самохідний артилерійський дивізіон (2С3М «Акація»)
  - самохідний артилерійський дивізіон (2С1 «Гвоздика»)
  - реактивний артилерійський дивізіон (БМ-21 «Град»)
  - протитанковий артилерійський дивізіон (МТ-12 «Рапіра»)
- рота снайперів
- розвідувальна рота
- вузол зв'язку
- рота радіоелектронної боротьби
- радіолокаційна рота
- група інженерного забезпечення
- рота РХБ захисту
- батальйон матеріально-технічного забезпечення
- ремонтно-відновлювальний батальйон
- медична рота
- комендантський взвод

## Традиції
До 2018 року бригада носила почесні назви Новоград-Волинська Рівненська.
Указом Президента України від 22 серпня 2018 року № 232/2018 бригада дістала ім'я князя Костянтина Острозького, який в битві під Оршею 1514 року розбив московське військо.
6 травня 2022 року бригада була відзначена почесною відзнакою «За мужність та відвагу».

### Символіка
2018 року була запропонована символіка, в основі якої ― символи князя Костянтина Острозького. За словами Віталія Гайдукевича, 30-та бригада буде другою частиною у Збройних силах, яка нестиме в почесному прапорі і на нашивках старий символ української мілітарної міці — остро́гу князя. До 30-ї бригади старий символ — двозуб Святослава, — був взятий у ССО і 3-му полку спецпризначення. У прапорі бригади відображено символіку фортеці князя Острозького. Фортеця була розташована у старовинному Звягелі, місці дислокації бригади. Ця емблема авторства Віталія Гайдукевича і Олексія Руденка й була ухвалена: символом бригади став щит «британського типу», облямований жовтим кантом, розділений (розсічений) на червону (геральдично праворуч) та чорну (геральдично ліворуч) половини. Щит містив геральдичну фігуру з герба князя Костянтина Острозького, названа «острогою» або «лицарською шпорою». Михайлом Слободянюком ця символіка оцінювалася як лаконічна, геральдично правильна, заснована на європейських традиціях.
У символіці 30 бригади використано родовий герб князів Острозьких, у тому вигляді як його представлено на печатках князя Костянтина та його хоругвах. Зокрема, на картині «Битва під Оршею» княжа хоругва зображена тричі — на червоному полі знак у вигляді з'єднаних стовпом двох півкіл, під якими розташовані зірка та півмісяць. Над нарукавним знаком вміщено чорну стрічку з гаслом «DEI GRATIA», тобто — «БОЖОЮ МИЛІСТЮ».
На почесному стязі 30 бригади, крім герба князя Костянтина Острозького, фігурує історичний герб Волині — червоний хрест на срібному полі, який також зображено на численних значках литовсько-руського війська у битві під Оршею.

## Командування
- 18.09.1991—05.09.1992: полковник Ристєв М. О.
- 05.09.1992—23.08.1995: генерал-майор Богульський В. І.
- 23.08.1995—17.11.1997: полковник Колісніченко М. І.
- 17.11.1997—23.12.1999: генерал-майор Коваль Михайло Володимирович[33]
- 23.12.1999—18.07.2002: генерал-майор Мишаковський Віктор Юрійович
- 18.07.2002—21.02.2005: полковник Литвин Петро Михайлович
- 21.02.2005—18.07.2006: полковник Миколенко Юрій Михайлович[3]
- 18.07.2006—06.12.2008: полковник Довгань Ігор Андрійович
- 16.12.2008—16.07.2014: полковник Нестеренко Олександр Володимирович[34]
- 16.07.2014—17.03.2015: підполковник Якубов Віталій Олександрович
- 17.03.2015—29.12.2020: полковник Гараз Іван Вікторович[35]
- лютий 2023—квітень 2025: полковник Сіленко Володимир Миколайович[36]
- із квітня 2025: полковник Добуш Дмитро Миколайович[37]

## Вшанування

### Нагороджені
Найвищими державними нагородами відзначені:
- Собко Сергій Станіславович — підполковник, командир механізованого батальйону. Герой України (2015)[38].
- Гринюк Володимир Володимирович — старший лейтенант, командир механізованої роти. Герой України (2015)[39].
- Блищик Вадим Адамович — молодший лейтенант, командир механізованого взводу. Герой України (2023, посмертно)[40].

### Новини
- Боевая работа 30-й механизинрованной бригады в зоне АТО. ФОТОрепортаж [Архівовано 2 вересня 2014 у Wayback Machine.] (рос.)
- 30 окрема механізована бригада повернулася додому [Архівовано 30 червня 2017 у Wayback Machine.] Міністерство оборони України, 30 червня 2017
- Муженко затвердив нові емблеми бойових бригад. www.ukrmilitary.com. Ukrainian Military Pages. 9 березня 2019. Архів оригіналу за 11 березня 2019. Процитовано 9 березня 2019.
- Бригада імені князя Острозького відпрацювала наступальні дії. mil.in.ua. Мілітарний. 31 грудня 2022. Процитовано 1 січня 2023.

### Відео
- гімн 30 ОМБр імені князя Костянтина Острозького
- БАХМУТ: «Я думав, що все. Не вийдемо звідти» — 30-та ОМБр. Перші місяці війни | «Невигадані історії»
- М'ясні штурми росіян та хто матиме право святкувати Перемогу — командир 30 бригади Володимир Сіленко